# Nutli Hüschi

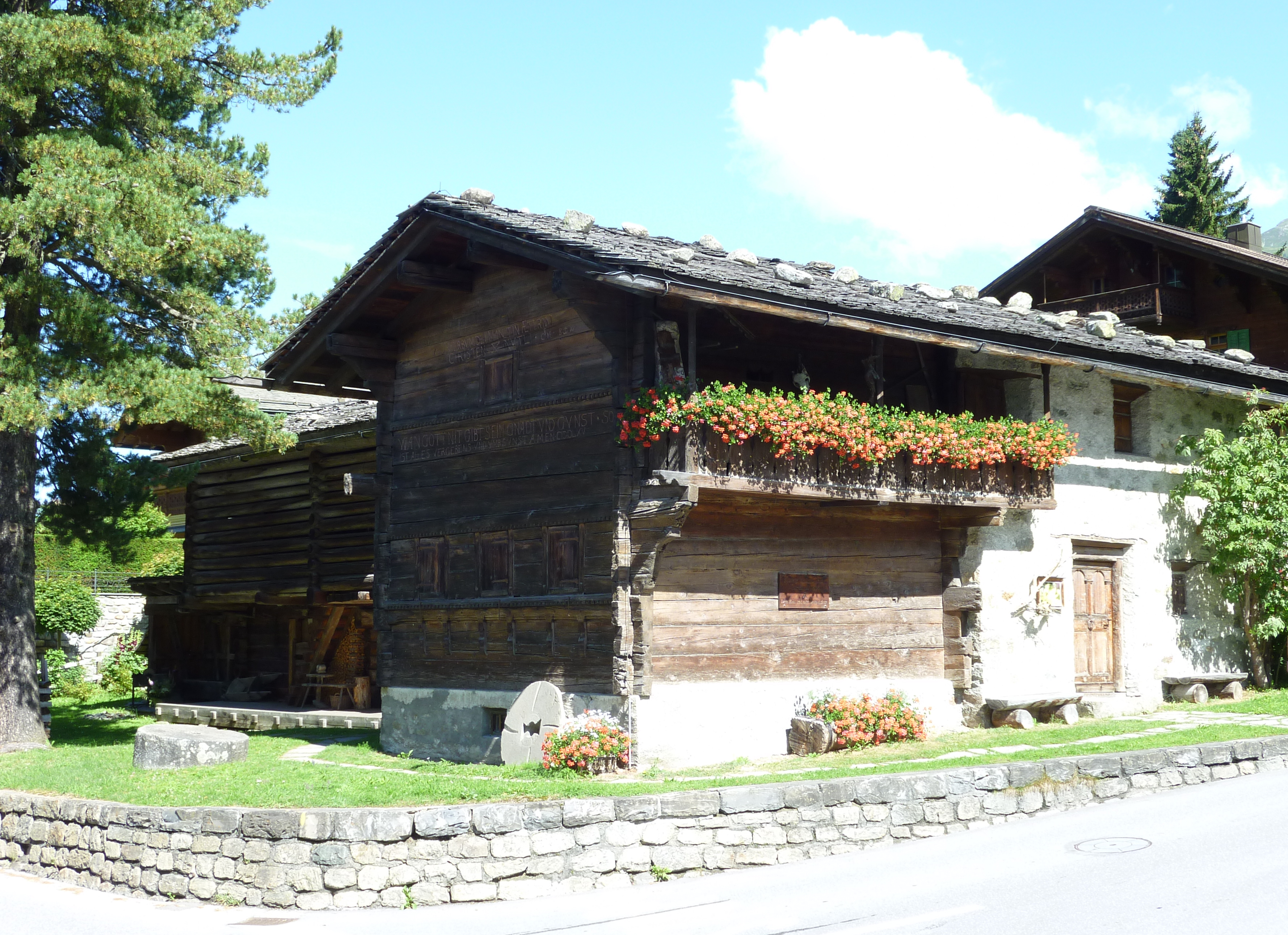
Nutli Hüschi

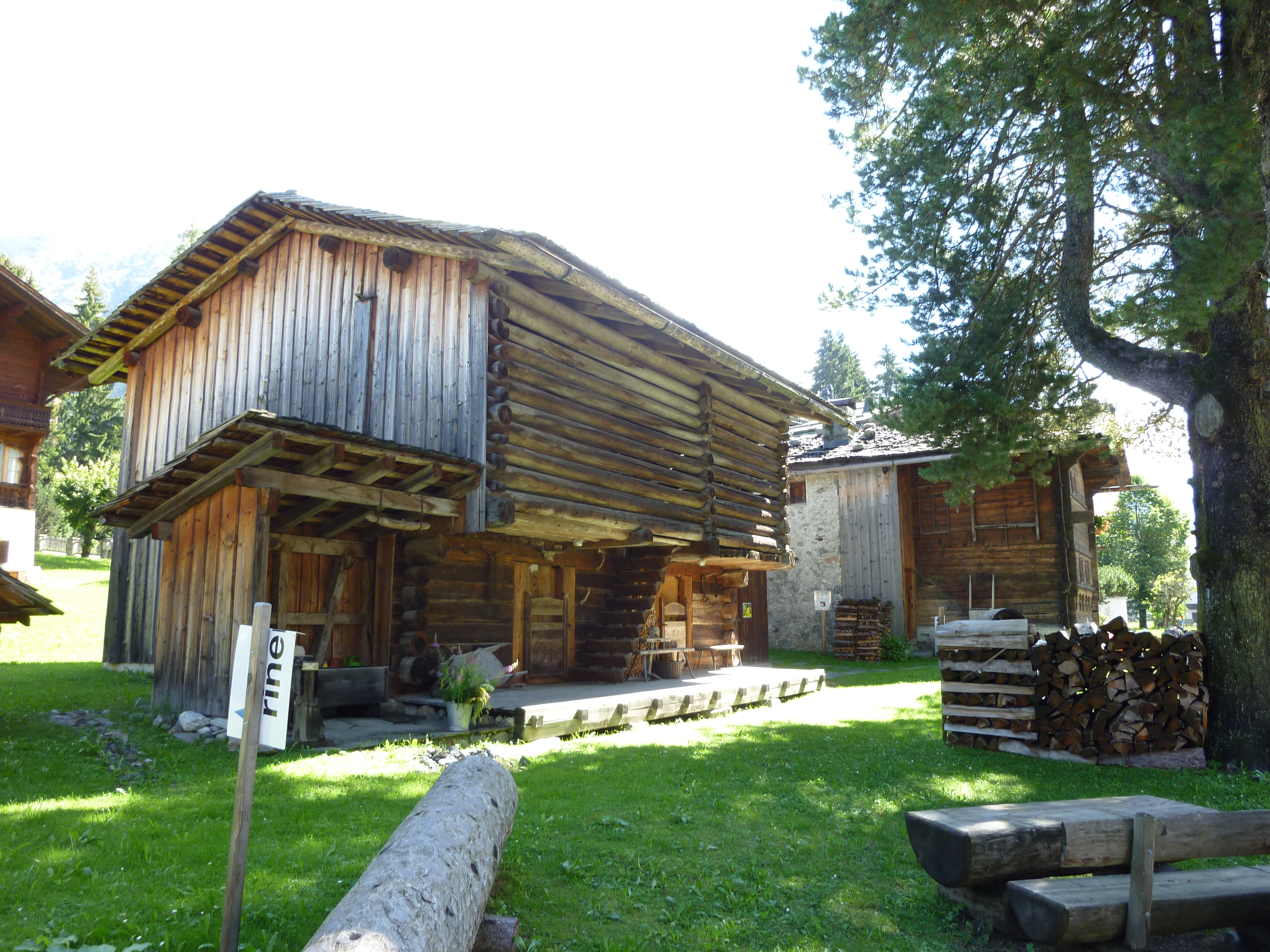
Stall

Das Nutli Hüschi (das sch wird als ein Laut gesprochen) in Klosters im bündnerischen Prättigau ist ein als Dorfmuseum eingerichtetes altes Walserhaus.

## Name
Der Name setzt sich zusammen aus (Christian) Nutli, dem Erbauer des Hauses 1565, und Hüschi, dem Prättigauer Dialektwort für kleines Haus.

## Geschichte
Noch bis in die Mitte des 19. Jahrhunderts wurde das Nutli Hüschi als Wohnhaus benutzt. Mit dem Aufstieg von Klosters zum Tourismusort wurde es aufgegeben und als Museum wieder instand gesetzt. 1996 baute man einen Stall im walserischen Originalstil an.

## Ausstellungen
Das Holzhaus präsentiert als Dauerausstellung Möbel, Werkzeuge und Spielsachen aus der Zeit des 16. Jahrhunderts nach Annahme der Reformation in Klosters bis in die Frühe Neuzeit des 18. Jahrhunderts. Daneben gibt es jährlich eine Sonderausstellung.